# Uncey-le-Franc
Uncey-le-Franc är en kommun i departementet Côte-d'Or i regionen Bourgogne-Franche-Comté i östra Frankrike. Kommunen ligger i kantonen Vitteaux som tillhör arrondissementet Montbard. År 2022 hade Uncey-le-Franc 49 invånare.

## Befolkningsutveckling
Antalet invånare i kommunen Uncey-le-Franc
Referens:INSEE